# Jataí'ty

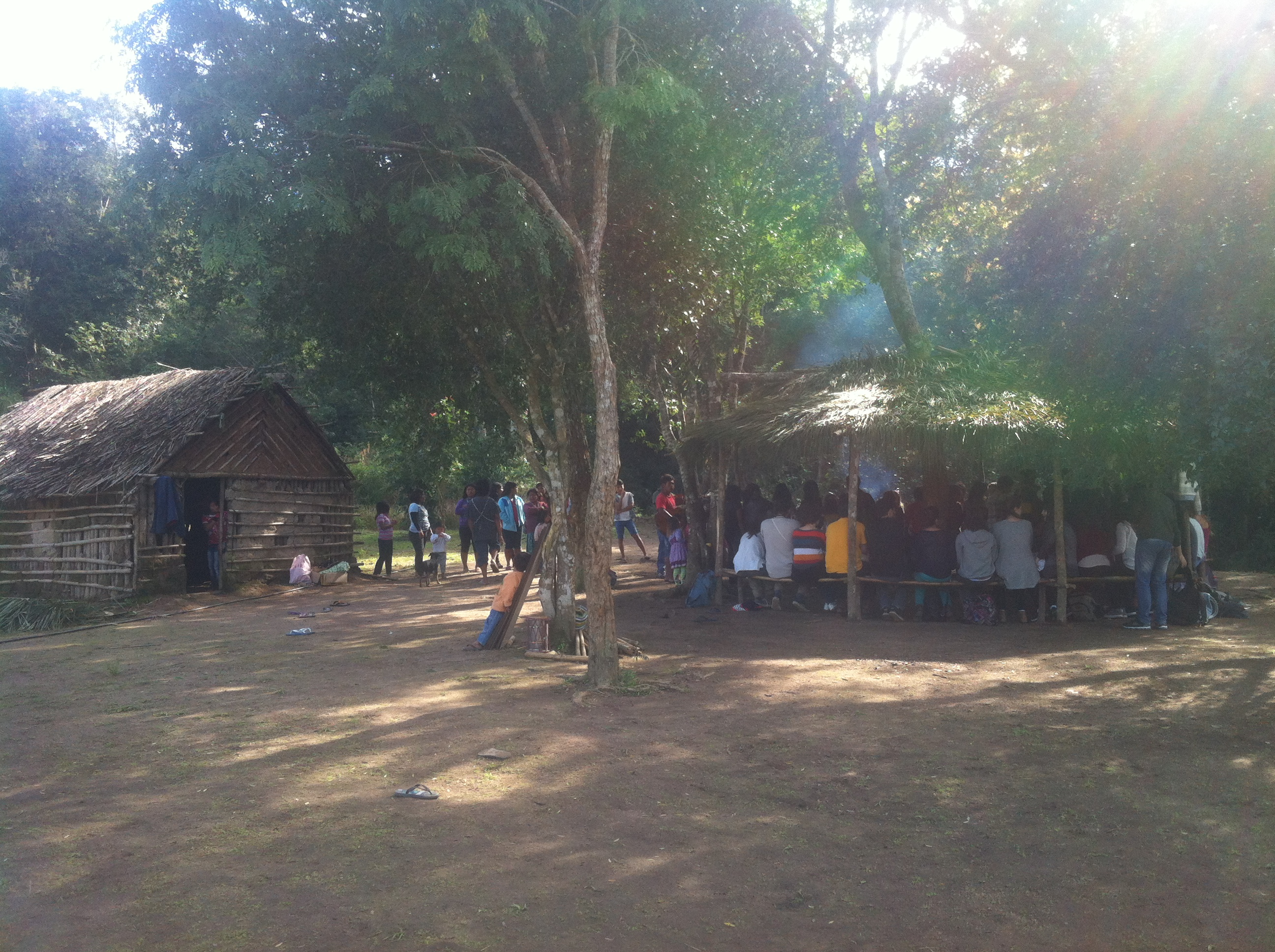
Área do território Guarani Tekoá Jataí'ty destinada a receber visitantes.

Tekoá Jataí'ty (pronunciado /Tequô'á Jataí'tã/; em guarani "butiazeiro"), é uma área de terra indígena guarani no município de Viamão, na Grande Porto Alegre, no estado brasileiro do Rio Grande do Sul. Está localizada a 8 km a nordeste do Lami, no extremo-sul de Porto Alegre, e a 14 km ao norte do distrito de Itapuã, em Viamão. É conhecida como Aldeia do Cantagalo pelos não-indígenas.

## Pré-história e história
A área onde hoje encontra-se a Tekoá Jataí'ty tem sido local de diferentes ocupações por grupos proto-guaranis e guaranis desde tempos imemoriais. Corroborando com esta ideia dezenas de contas e vestígios arqueológicos têm sido encontrados pelos guaranis e por cientistas já há mais de uma década. Esta constante reocupação se deve tanto a fatores práticos quanto a indicadores cosmológicos. Cercada por uma cadeia de morros com diversas nascentes correndo por seu interior, a Tekoá Jataí'ty oferece pontos de vigilância privilegiados a uma extensão de terras, das margens da Lagoa dos Patos, Rio Guaíba e adjacências. Contam os xamãs (karaí) guaranis que a região da bacia do Guaíba e Lagoa dos Patos é um dos pontos onde antigos karaí conseguiram atingir o aguyjê — estado de imortalidade e perfeição em vida — tornando-se a seu tempo eles próprios divindades, capazes de alcançar Yvy marã e'ỹ, a Terra sem Males.

## Demografia
Como na maioria das áreas indígenas habitadas por guaranis, o número de habitantes da TI Guarani do Cantagalo não pode ser definido com precisão, já que a maioria dos grupos familiares guaranis permanece em uma determinada área somente por curtos períodos de tempo, de um a cinco anos. No entanto, a presença humana antiga — mais ou menos constante — pode também ser comprovada pela existência de antigos palmeirais da espécie içara (em guarani pindó, considerada por eles uma de suas plantas mais sagradas), butiazeiros e árvores frutíferas presentes nas encostas de seus morros circundantes.

## Território e morfologia

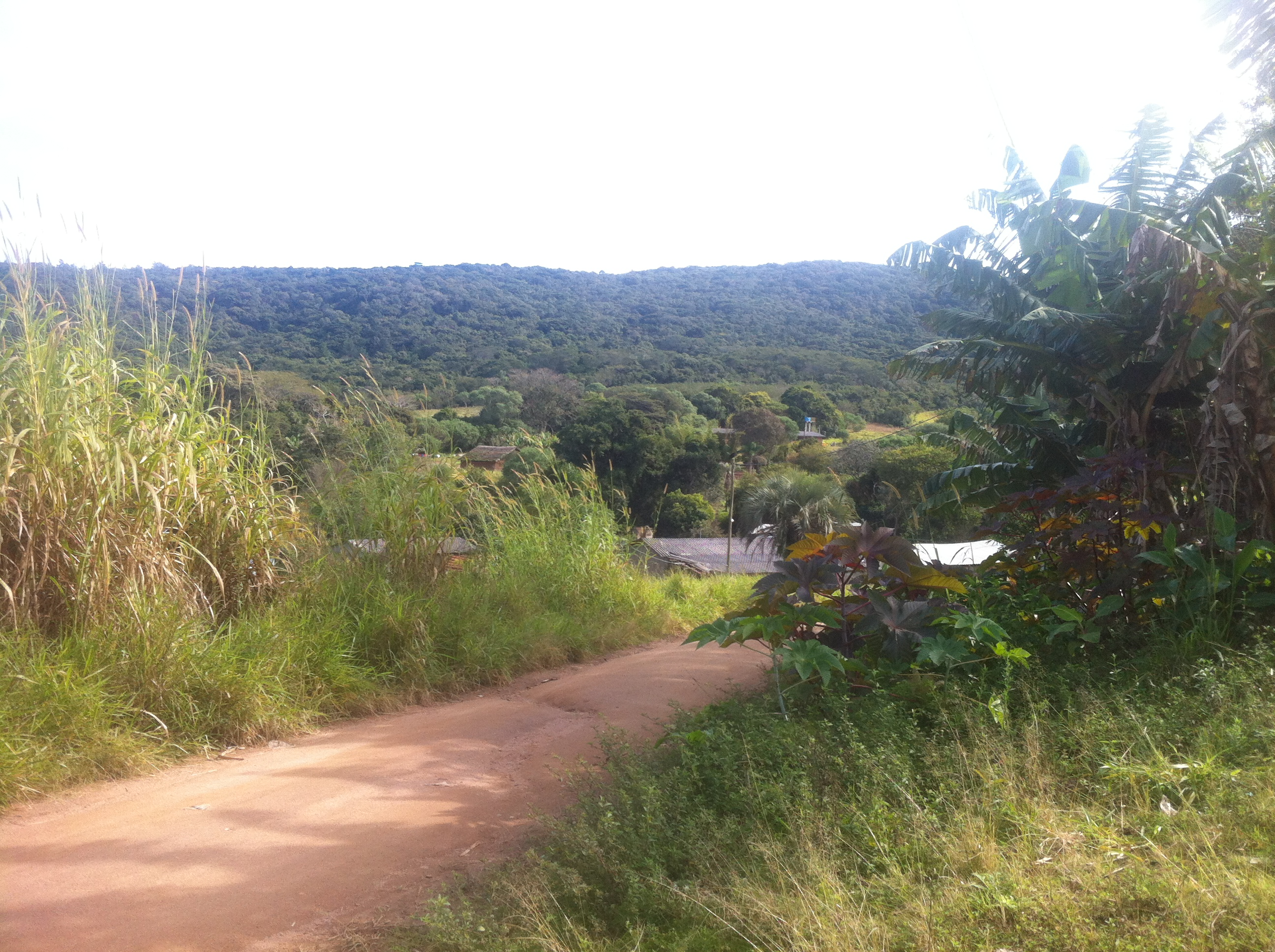
Estrada interna no território da aldeia

Em termos geomórficos a Tekoá Jataí'ty encontra-se nas áreas componentes da bacia hidrográfica do Guaíba, sendo também um dos espaços de mata atlântica resistentes naquela região.
Toda a área da bacia hidrográfica do Guaíba pode ser considerada um território ancestral guarani, em diversos pontos, ainda que atualmente esparsos, são encontrados grupos familiares das etnias guarani e caingangue.

## Reconhecimento
Em 1998 foi ratificado pela Funai o reconhecimento como reserva indígena da TI Guarani do Cantagalo, e em 2005 esta reserva foi ampliada para 246 hectares.

## Nhanderu Jepoverá
Em maio de 2004 a Tekoá Jataí'ty lançou um álbum de seu grupo de cantos e danças guaranis, o Nhanderú Jepoverá (Raio Sagrado de Nhanderu). Composto por músicas no estilo tradicional guarani a primeira edição de cinco mil unidades rapidamente se esgotou.
Em fevereiro de 2006 o Nhanderú Jepoverá foi convidado a participar das manifestações dos 250 anos da luta e morte de Sepé Tiaraju e da Assembleia Continental Guarani em São Gabriel das Missões. Nesta ocasião o grupo Nhanderú Jepoverá foi homenageado pela organização do evento como um símbolo na atualidade da luta dos povos Guarani por uma vida digna e direito a terra.